# 밥 즈무다
밥 즈무다(영어: Bob Zmuda, 1949년 12월 12일 ~ )는 미국의 작가 겸 영화 프로듀서이다.

## 영화
- 세인트 버나드 (2013년)
- 넘버 23 (2007년)
- 맨 온 더 문 (1999년)
- 배트맨 3 - 포에버 (1995년)
- DC 택시 (1983년)